# لویس کوک (بازیکن فوتبال، زاده ۱۹۹۷)
لویس کوک (انگلیسی: Lewis Cook؛ زادهٔ ۳ فوریهٔ ۱۹۹۷) بازیکن فوتبال اهل انگلستان است که برای تیم فوتبال بورنموث بازی میکند
از باشگاه‌هایی که در آن بازی کرده‌است می‌توان به لیدز یونایتد اشاره کرد.